# Массовый голод
| < 2,5% 2,5–4,9% 5,0–14,9% 15,0–24,9% 25,0–34,9% > 35,0% Нет данных |

Карта стран мира по проценту населения, страдающего от голода, по данным WFP, 2021 год.

Го́лод — социальное бедствие, вызванное длительной нехваткой продовольствия и приводящее к массовой гибели населения на территории крупных регионов. По состоянию на 2021 год, ежегодно в мире гибнет от голода порядка девяти миллионов человек. По итогам 2020 года, 30 % населения Земли (более 2,3 миллиарда человек) были лишены доступа к достаточному питанию.
До середины 2010-х годов число голодающих в мире падало, но после начало медленно увеличиваться, а в 2020 году массовый голод достиг максимума за 15 лет, доля недоедающих достигла 9,9 % всего мирового населения.
В 2020 году в мире голодали почти 811 миллионов человек, на 161 миллион больше, чем годом ранее. Больше всего голодающих проживает в Азии (418 миллионов), в Африке, занимающей второе место (282 миллиона), третье место занимает регион Латинской Америки и Карибского бассейна (60 миллионов). Наиболее пострадавшим регионом является Африка: на континенте голодает каждый пятый, что превышает среднемировой показатель более чем в два раза.
В то же время 30 % всей еды в мире выбрасывается. По данным ООН, накормить мир можно было бы, всего лишь наполовину сократив потери или отходы. Миллионы людей страдают от голода, в основном, из-за антропогенных конфликтов, изменения климата и экономического спада. Также причиной является экономическое неравенство.
Голод разделяют на абсолютный и относительный.

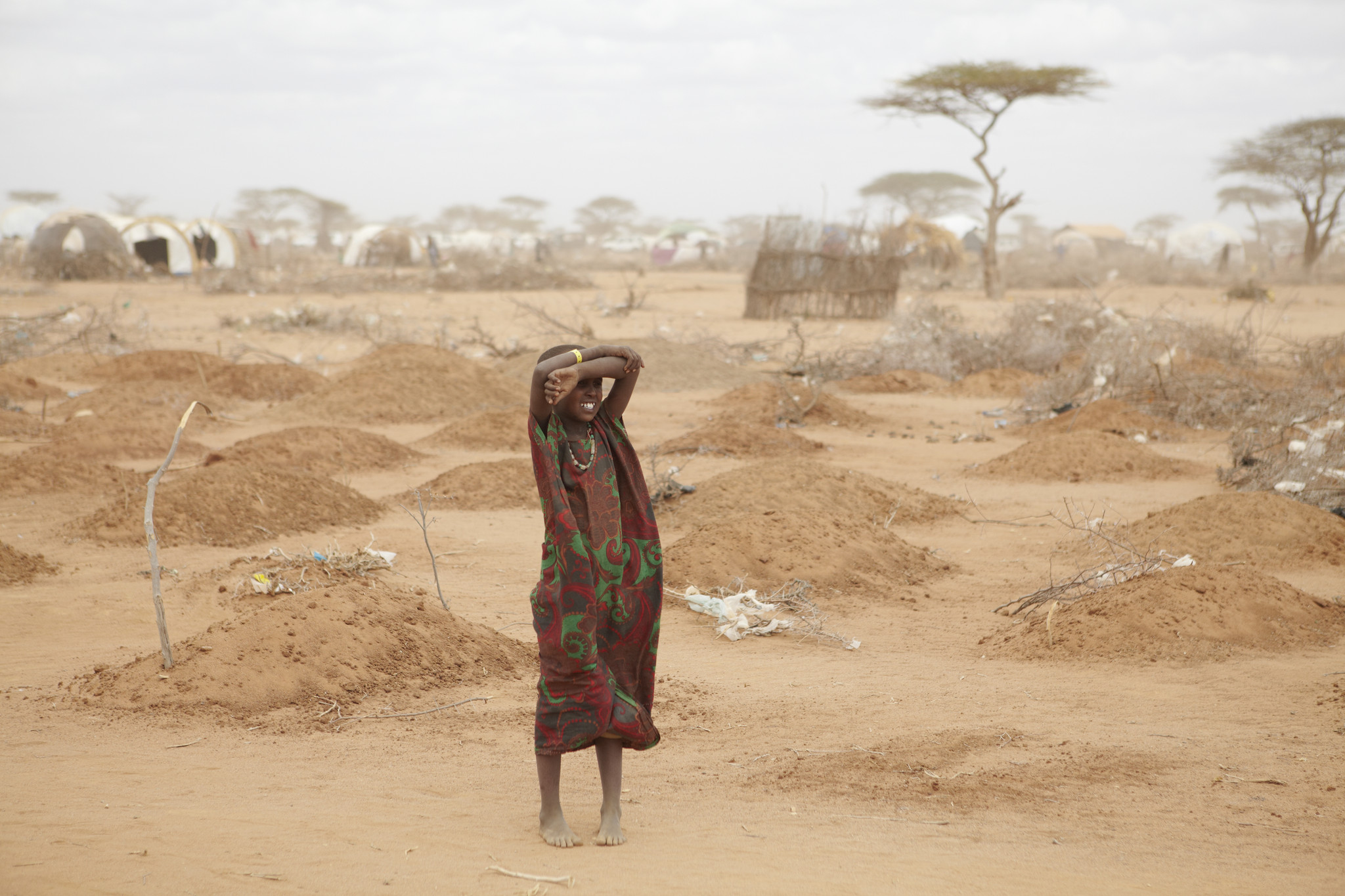
Могилы 70 детей, умерших от массового голода в Восточной Африке в 2011 году, возле лагеря беженцев Дадааб (Кения)

Голод — вот что делает людей революционерами.

Свой или чужой. Но когда его чувствуют, как свой…

## В истории

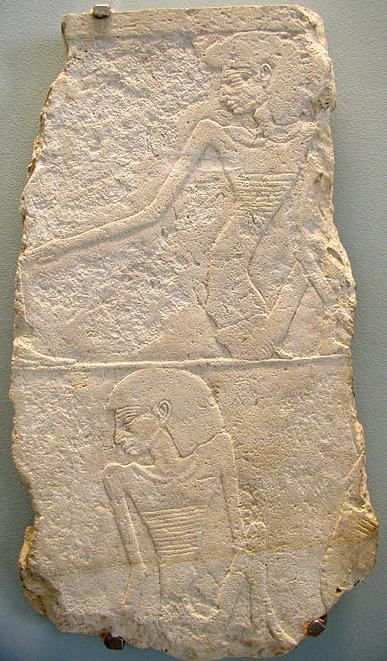
Изображение голодающих бедуинов на границе Древнеегипетского государства при V династии (ок. 2380—2350 годы до н. э.) из Саккары. Лувр

### Упоминания в Библии
Иосиф — персонаж Библии (Быт. 37–50), к кому обратился фараон за толкованием снов. Иосиф правильно предсказал 7 лет хорошего урожая и затем 7 лет неурожая и голода, посоветовал за изобильные годы скопить запас зерна. Фараон оценил мудрость и назначил Иосифа заведующим всем хозяйством. Во время голода Иосиф распоряжался продажей зерна. Повествование говорит о семи годах голода по всей земле. Братья Иосифа из-за голода, рискуя жизнями, несколько раз приезжали за хлебом в Египет.
Пророк Илия (3Цар. 16–19 и 4Цар. 1–2) жил при израильском царе Ахаве, который поклонялся идолу Баалу (бог плодородия и солнца) и принуждал к тому же и народ. Илия пришёл к Ахаву и от имени Божия объявил ему: «за твоё нечестие в эти годы не будет ни дождя, ни росы, разве только по моей молитве». Так и случилось. Началась страшная засуха; даже трава погибла, и настал голод. Илья, по воле Божией, поселился в пустыне у одного ручья, куда вороны приносили ему хлеб и мясо, а воду он пил из ручья. Когда ручей высох, Бог повелел пророку идти в языческий город Сарепту Сидонскую к одной бедной вдове и жить у неё. У этой вдовы, которая жила с сыном своим, оставалась только одна горсть муки и немного масла. Придя в Сарепту, Илия велел ей испечь для него лепёшку и обещал, что мука и масло не будут убывать, пока не даст Господь дождя на землю. Женщина поверила пророку Божию и сделала так, как он сказал ей. Случилось чудо. Мука и масло у неё не убывали. Вскоре у этой вдовы заболел сын и умер. Пророк Илия трижды помолился над ним Богу, и мальчик ожил. Три с половиною года продолжались голод и засуха, пока весь народ израильский в страхе не пал на землю и воскликнул: «Господь есть истинный Бог, Господь есть истинный Бог!» После этого Илия взошёл на вершину горы и стал молиться о дожде. Подул с моря ветер, показались на небе большие тучи и пошёл сильный дождь.
Сообщения о голоде встречаются в евангельских пророчествах о последних днях: «Ибо восстанет народ на народ, и царство на царство, и будут глады, моры» (Мф. 24:6—8).

### Европа

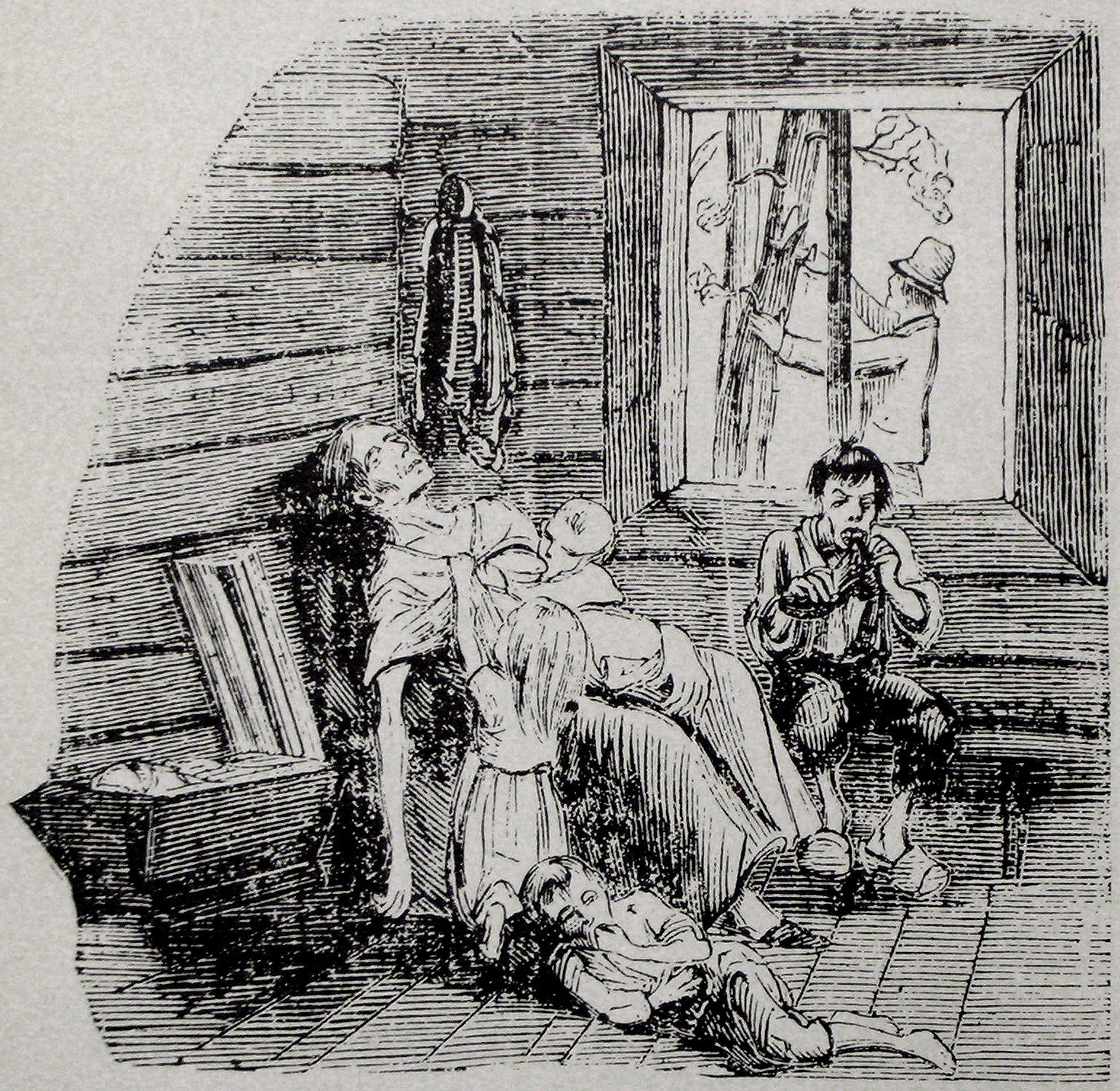
Голод в Финляндии, 1866—1868

До XIX века массовый голод был частым явлением во многих странах, он был связан с неурожаем и войнами. В Средние века на каждые 8—10 лет выпадал один голодный год с высокой смертностью. Особенно тяжелы были 1030—1032 годы во Франции, 1280—1282 годы в Богемии. По словам современников, голод 1125 года уменьшил население Германии наполовину. Спутниками голода были болезни (из-за ослабевания иммунитета вследствие нехватки необходимых веществ), мор, грабежи, убийства и самоубийства; дело доходило до открытого пожирания детей родителями (1505 год в Венгрии). Обычной и даже узаконенной мерою было изгнание бедных за городскую черту, где они обрекались на голодную смерть; во Франции эта мера практиковалась ещё в XVII веке.
В 1772 году в Саксонии 150 тысяч человек умерло от недостатка хлеба. Ещё в 1817 году голод свирепствовал во многих местностях Германии; в меньшей степени это можно сказать и про 1847 год.
В 1845—1849 годах в Ирландии в результате Великого голода погибло от 0,5 до 1,5 млн человек. Данный голод стал следствием, в основном, массового заражения картофельных посевов фитофторозом.
Массовый голод в Западной Европе ушёл в прошлое с середины XIX века благодаря развитию всемирной торговли и путей сообщения, что позволило быстро обеспечить поставки продовольствия в неурожайные регионы. Сложился мировой рынок продовольствия. Цены на хлеб перестали напрямую зависеть от урожая в стране: обильные местные урожаи их почти не понижают, неурожаи — не повышают. Доходы населения повысились, и крестьяне в случае неурожая стали в состоянии приобретать недостающее продовольствие на рынке.

### XX век

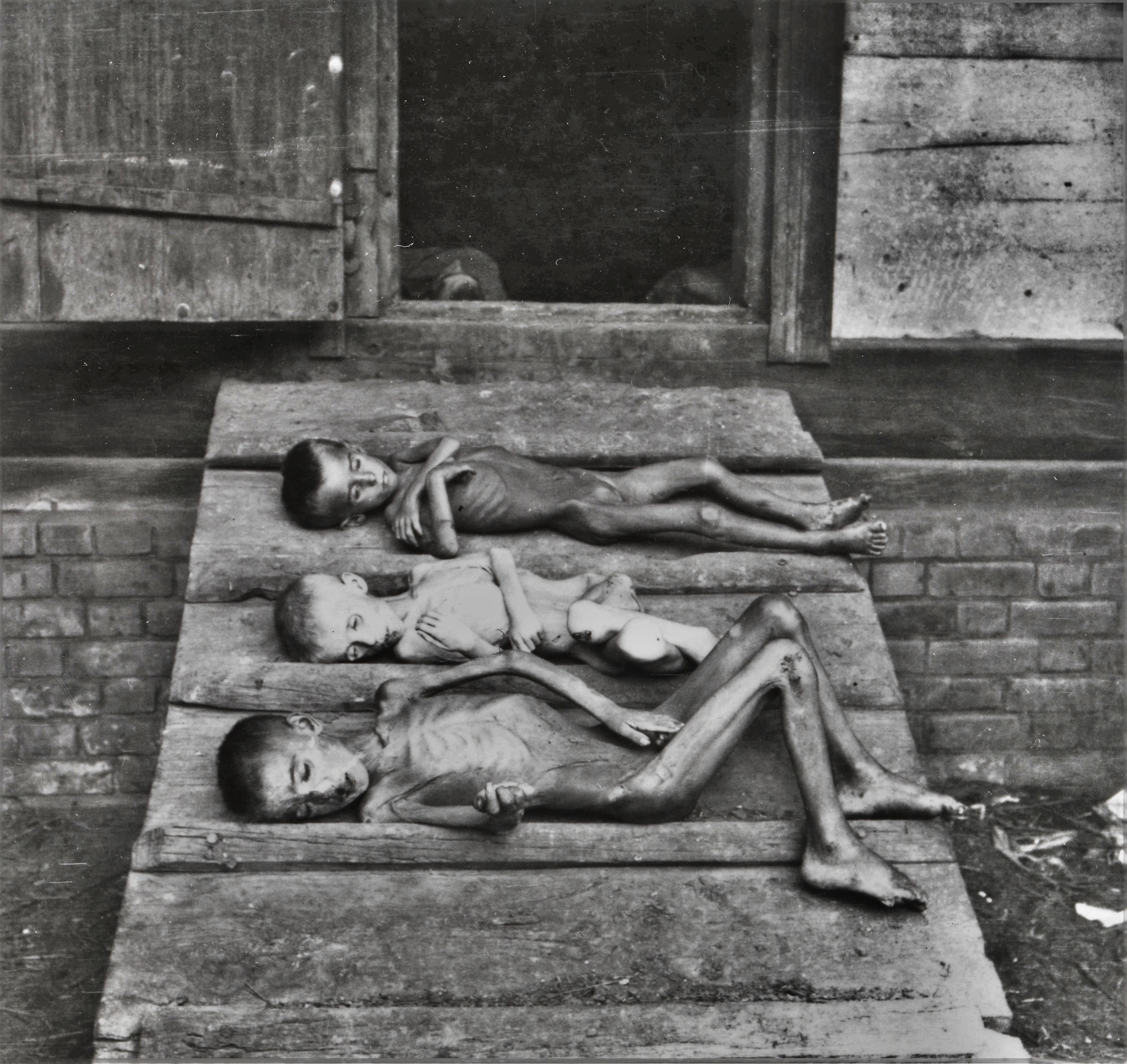
Голод в России 1921—1922 годов

Голод в Советской России 1921—1922 годов (более известный как «Голод в Поволжье» 1921—1922 годов) охватил 35 губерний (Поволжье, Южную Украину, Крым, Башкортостан, Казахстан, Приуралье и Западную Сибирь) общим населением в 90 миллионов человек, из которых голодало не менее 40 миллионов (по официальным советским данным — 28 миллионов). Число жертв голода составило около 5 миллионов человек.
Голод в СССР (1932—1933) — массовый голод в СССР на территории УССР, БССР, Северного Кавказа, Поволжья, Южного Урала, Западной Сибири, Казахстана, повлёкший значительные человеческие жертвы (по разным оценкам от 2 до 8, а по некоторым оценкам до 10 млн человек; большинство оценок сходится на числе жертв около 7 миллионов человек).
Голод в СССР (1946—1947) — третий массовый голод советского периода в истории России. В результате этого голода погибло, по различным оценкам, от 200 тысяч до 1,5 миллионов человек.
Ряд африканских стран переживал массовый голод в 1968—1973 гг. Так, в результате голода, вызванного засухой, в Нигере умерло 100 000 человек. Причины их гибели были представлены в страшном сообщении медицинского работника Джона А. Дрейсбека, прожившего в Нигере 30 лет. В обзоре стихийных бедствий Национального географического общества в 1978 году доктор Дрейсбек писал:

Я видел тысячи трупов домашних животных… Кочевники, когда-то владевшие этим скотом, находились в лагерях спасения и получали еду, присланную со всего мира. Мы видели людей, страдавших от недоедания и болезней. При таком ослабленном здоровье многие умирали от пневмонии, кори и коклюша. Подобных последствий голода я почти не встречал. Нигер расположен в зоне Сахеля Африки, является самым засушливым местом в мире. Когда не выпадают дожди, здесь по-прежнему умирают люди, пересыхают реки, гибнет урожай.

В 1979 году учреждён Всемирный день продовольствия.
Во второй половине 1990-х годов Северная Корея из-за распада социалистической системы, масштабных наводнений и острой нехватки продовольствия пережила массовый голод среди населения, унёсший сотни тысяч жизней. Поставки пищи стабилизировались только к началу 2000-х годов.

## Современность

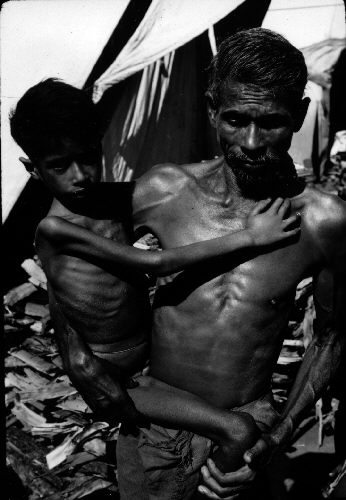
Индия, 1972 г.

Новый мировой продовольственный кризис произошёл в 2007—2008 годы, когда резко выросли мировые цены на продовольствие, а наиболее бедные группы населения и страны вынуждены были сокращать потребление продовольствия, и без того скудное.
В 2019 году в мире голодали почти 690 миллионов человек — на 10 миллионов больше, чем в 2018 году, и почти на 60 миллионов больше, чем пять лет назад. Больше всего голодающих проживает в Азии (381 миллион, 8,3 % населения), а в Африке, занимающей второе место (250 миллионов, 19,1 % населения), отмечается наиболее быстрый рост их числа. Третье место занимает регион Латинской Америки и Карибского бассейна (48 миллионов, 7,4 % населения).
По состоянию на 2020 год количество страдающих от голода людей в мире растёт, за последние пять лет десятки миллионов человек пополнили их число.
Недоедание является причиной смерти примерно 45 % всех смертельных случаев у детей до пяти лет. От болезней, связанных с голодом, ежегодно погибает более 5 миллионов маленьких детей.
На октябрь 2020 года не менее семи миллионов человек погибли от голода на планете с начала года. Массовый голод в некоторых регионах мира в настоящее время протекал на фоне кризиса, вызванного мерами борьбы с пандемией коронавируса, что существенно обострило масштабы трагедии.

### Причины голода
ООН указывает, что изменчивость климата, а также экстремальные климатические явления, такие как засухи и наводнения, являются одними из ключевых факторов роста голода, равно как и конфликты и экономический спад. В то же время (на 2018 год) примерно каждый восьмой человек в мире страдает ожирением (13 %, 672 млн).

#### Климатические явления
В бедных аграрных странах неуклонное повышение средних температур все чаще приводит к засухе, засуха — к неурожаю, а неурожай — к голоду.
Bloomberg со ссылкой на исследование Корнеллского университета утверждает, что изменение климата в мире привело к потере около 21 % роста сельскохозяйственного производства с 1960-х годов.

#### Военные конфликты
Несмотря на запрет использовать голод среди мирного населения как средство войны Четвёртой Женевской конвенцией и Дополнительным протоколом 1977 года, голод по-прежнему используется как оружие войны, лишая гражданское население еды и препятствуя оказанию гуманитарной помощи.
Также связь между войной и голодом была четко признана с принятием в 2018 году резолюции Совета безопасности ООН, запрещающей использование голода в качестве оружия войны.
Проблемы касаются не только людей, живущих в зонах острых конфликтов, но и многих людей во всем мире в странах, затронутых множественными и долгосрочными политическими кризисами, такими как Сомали, Судан, Южный Судан, Демократическая Республика Конго и Йемен.

#### Экономический фактор
Проблему голода в мировом масштабе рассматривал бразильский ученый Жозуэ де Кастро. В своей книге «География голода» (1950) он писал, что уровень голода населения на отдельно взятой территории никак не зависит от уровня производства продукции на ней. В качестве примера он приводит ситуацию в Индии, где в 1877 году погибло от голода более 4 млн человек, и в то же время из Индии вывозился в значительных объёмах хлеб. «Голодающие были слишком бедны, чтобы покупать хлеб, от которого зависело спасение их жизни», писал де Кастро.
Считалось, что с ростом экономики количество голодающих пропорционально уменьшается. Однако, исследования Гарвардского университета показали, что экономический рост не снижает количества недоедающих пропорционально и результаты могут сильно различаться в разных странах.

#### Нерациональное использование еды
В докладе Организации по продовольствию и сельскому хозяйству ООН указывается, что 30 % уже произведённого продовольствия выбрасывается. Примерно 40 % пищи, производимой в США, так и не съедается. В Европе ежегодно выбрасывается 100 млн тонн пищевых продуктов, а всего в мире — 1,3 млрд тонн. «Накормить мир можно было бы, всего лишь наполовину сократив потери или отходы», указано в докладе.
Часть еды выбрасывают домохозяйства, например в Великобритании, по данным исследования, выкидывают около 7 млн тонн еды в год, 50 % которой ещё пригодно к употреблению. Но гораздо больше продуктов утилизируется из-за несовершенных систем товарооборота и логистики.
Крупные сети супермаркетов выбрасывают продукты, не соответствующие их стандартам.
Также около 60 процентов сельскохозяйственных земель в мире используются для выпаса скота, а не для выращивания сельскохозяйственных культур.

#### Политические причины

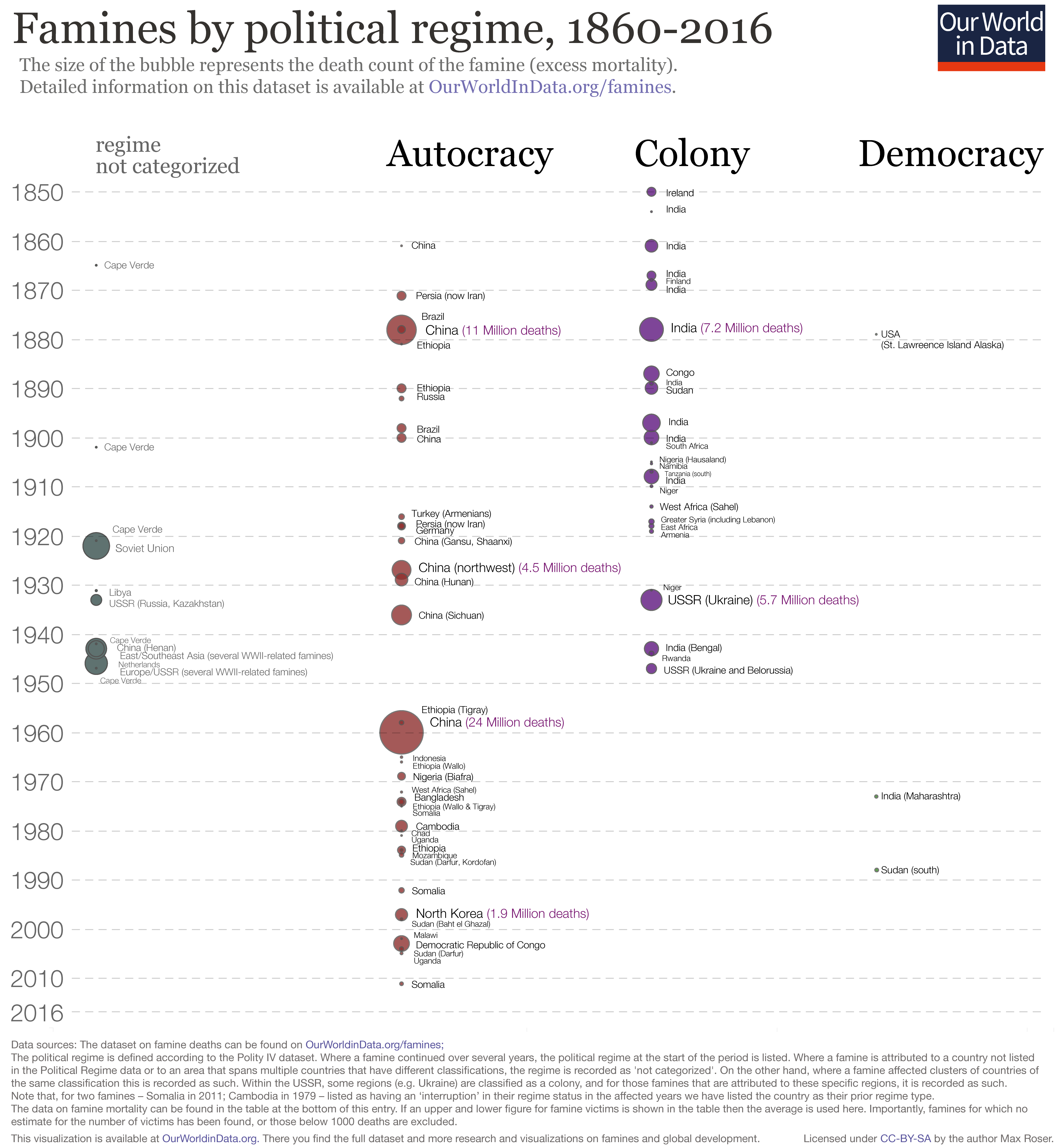
Голод по политическим режимам

Стивен Деверо (Stephen Devereux), автор многих исследований о причинах возникновения голода, в 2000 году опубликовал статью «Голод в 20-м столетии» (Famine in the Twentieth Century), в которой особое внимание обращает на ситуацию в Африке, где, кстати, и отмечается большинство случаев возникновения голода. По его мнению, в этом регионе мира главной причиной голода являются вооружённые конфликты, которые уничтожают сельское хозяйство и приводят к хаосу в системах доставки продовольствия со стороны. Деверо резюмирует, что «голод возникает только потому, что его никто не попытался предотвратить — ему позволяют появиться».
Британский африканист Алекс де Ваал (Alex de Waal), автор многих книг о голоде в Африке, в последней из них «Голод, который убивает: Дарфур, Судан» (Famine that Kills: Darfur, Sudan) утверждает, что «любое правительство, если оно того желает, способно принять эффективные меры, способные остановить голод». Отмечают, что Африка обладает значительным потенциалом в области сельского хозяйства и, следовательно, нет оснований, чтобы континент испытывал дефицит с продовольствием.
Майк Дэвис (Mike Davis) в книге «Холокост Викторианской эпохи» (The Late Victorian Holocausts) описывает трагическую ситуацию, которая сложилась во многих регионах мира в конце XIX века. Тогда голод возник во многих регионах Индии, Китая, Бразилии и Африки, смертность от голода была невероятно высокой — дороги были буквально покрыты телами умерших. Голод вызвал массовые миграции населения, привел к грабежам, убийствам и насилию, возникновению эпидемий и пр. Дэвис подчёркивает, что во многих случаях власти неадекватно и весьма цинично реагировали на эту катастрофу. Например, в те годы объёмы вывоза пшеницы из Индии в Европу побили все рекорды, хотя миллионы индусов умирали от недостатка продовольствия. Власти и торговцы зерном объясняли свои действия законами свободной торговли, поскольку европейцы могли заплатить за хлеб больше, чем индийцы. Дэвис считает, что подобные действия властей могут считаться актом геноцида.
В докладе организации Oxfam указано, что в 2020 году глобальные военные расходы выросли на 51 млрд долларов — это в 6,5 раз больше, чем необходимо для прекращения мирового голода.

## Последствия

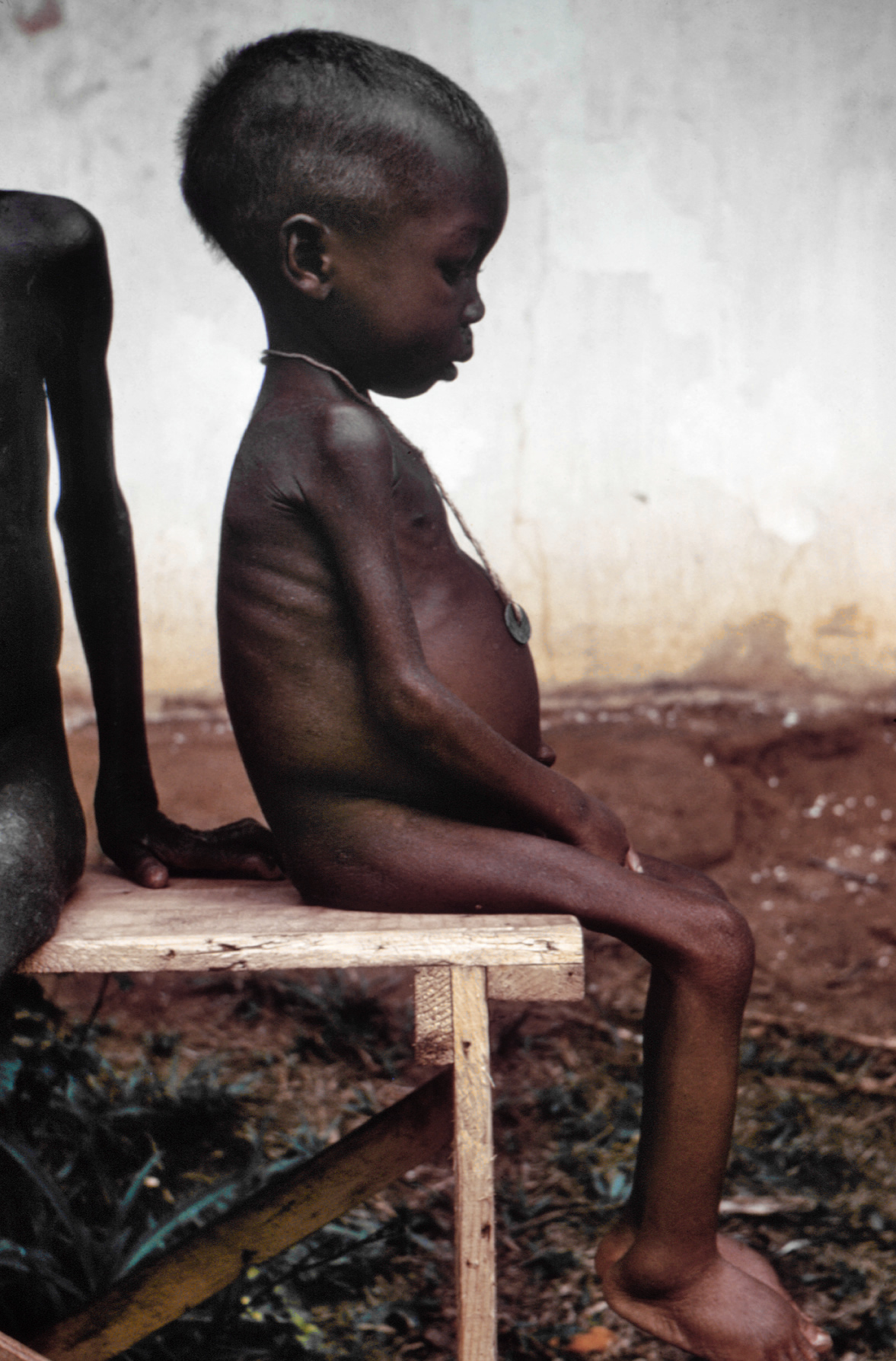
Квашиоркор у ребёнка (лагерь для беженцев времён Нигерийской гражданской войны, 1967—1970 годы)

Авторы академического сборника «Демография голода» (Famine Demography: Perspectives from the Past and Present) отмечают, что во времена массового голода обычно погибает больше мужчин, чем женщин, а большинство жизней уносит не голод как таковой, а неизбежно сопутствующие ему болезни. Существуют и иные последствия массового голода. Так, например, резко увеличивается число самоубийств, сокращается уровень рождаемости (после окончания голода обычно наблюдается краткосрочный всплеск рождаемости, который вновь превращается в спад) и уменьшается число браков. Массовый голод приводит к серьёзному изменению демографической структуры населения: в частности, резко уменьшается доля детей и стариков и увеличивается доля женщин.

## Борьба с голодом
Первоочередная мера борьбы с голодом — поставка продовольствия в голодающие районы. При этом в настоящее время всё большую поддержку находит точка зрения, что помощь должна оказываться в денежной форме, особенно в тех регионах, где продовольствие наличествует, но недоступно для части населения по цене. Крупнейшая неправительственная организация по поставкам продовольствия, Всемирная продовольственная программа ООН, перешла на предоставление денежной помощи вместо непосредственных поставок продовольствия, что исполнительный директор этой организации Джозет Ширан назвала «революцией» в борьбе с голодом. Другое агентство, занимающееся помощью голодающим, Concern Worldwide, в сотрудничестве с оператором сотовой связи Safaricom запустило пилотный проект по переводу средств через сотовую сеть.
Однако в случае засухи или для регионов, удалённых от основных рынков, непосредственная доставка продовольствия по-прежнему остаётся актуальной. Но как отмечал Фредерик Кьюни, важную роль играет место закупки продовольствия. Например, законы США запрещают совершать закупки за пределами страны, а стоимость продовольствия в странах, охваченных голодом, такова, что дешевле закупать его за границей. Из-за этого до прибытия помощи часть голодающих умирает.
По данным одного из крупнейших аналитических центров Гонконга — Asian Patrion Portal, недоедание населения Юго-Восточной Азии и Африки носит системных характер и связано с недостатком в организме дорогостоящего животного белка. Так ёмкость рынка животного белка была оценена в 180 млн тонн, а стоимость — более 6 млрд долларов в год. Выводы, к которым приходит Asian Patrion Portal — ни одна частная, пусть даже очень крупная компания не способна решить проблему заполнения этого рынка, поэтому проблему недоедания в регионе можно решать только сообща.
В наше время одним из самых заметных активистов в борьбе с голодом является американский академик Радж Патэл.
В 2020 году Всемирная продовольственная программа ООН получила Нобелевскую премию мира — за борьбу с использованием голода как оружия.

### Некоторые примеры
- Великий голод (1601—1603)
- Голод в России (1891—1892)
- Голод в Поволжье 1921—1922
- Голод в СССР (1932—1933)
  - Голод на Украине (1932—1933)
  - Голод в Казахстане (1932—1933)
- Ленинградская блокада
- Голод в СССР (1946—1947)